# Добромильська міська рада
Добромильська міська рада — орган місцевого самоврядування у Самбірському районі Львівської області. Адміністративний центр ради — місто Добромиль.

## Загальні відомості
Водоймища на території, підпорядкованій даній раді: річка Вирва.

## Населені пункти
Міській раді підпорядковані населені пункти:
- м. Добромиль
- селище Нижанковичі
- Библо
- Болозів
- Боневичі
- Боршевичі
- Велике
- Вілюничі
- Городисько
- Грабівниця
- Грушатичі
- Губичі
- Дешичі
- Дроздовичі
- Зоротовичі
- Княжпіль
- Комаровичі
- Конів
- Кропивник
- Мігово
- Міженець
- Нижня Вовча
- Нове Місто
- Пацьковичі
- Передільниця
- Підмостичі
- Поляна
- Посада-Новоміська
- П'ятниця
- Рожеве
- Саночани
- Солянуватка
- Стороневичі
- Тернава
- Товарна
- Трушевичі
- Чижки

## Склад ради
Рада складається з 26 депутатів та голови.

### Керівний склад попередніх скликань
| ПІБ                      | Основні відомості                                                               | Дата обрання | Дата звільнення |
| ------------------------ | ------------------------------------------------------------------------------- | ------------ | --------------- |
| Турко Петро Мирославович | Міський голова, 1969 р.н., освіта, член партії Християнсько-Демократичний Союз  | 26.03.2006   | 31.10.2010      |
| Матіяш Михайло Дмитрович | Міський голова, 1964 р.н., освіта вища, член Конгресу Українських Націоналістів | 31.10.2010   |                 |

Примітка: таблиця складена за даними джерела